# Ellen Joyce
Ellen Joyce née Ellen Rice (12 janvier 1832 - 21 mai 1924) est une militante britannique de l'émigration des femmes du Royaume-Uni. Elle fonde et dirige la British Women's Emigration Association.

## Biographie
Elle est l'aînée des enfants de Francis Rice (5e baron Dynevor) et Harriett Ives Barker. Son frère cadet est Arthur Rice (6e baron Dynevor). À sa naissance, son père est le vicaire de Fairford.
Ellen Rice devient Ellen Joyce lorsqu'elle épouse le recteur de Stratfield Saye le 20 septembre 1855. Il y reste recteur toute sa vie, mais ses intérêts le portent vers l'archéologie et il mène des fouilles à Calleva Atrebatum où il découvre l'aigle de Silchester en 1866. Lui et Ellen ont eu un fils Arthur Gerald Joyce en 1856.
En 1883, la Girls' Friendly Society nomme Joyce comme "correspondante pour l'émigration". Joyce est l'une des soixante-quinze associés fondatrices du GFS et elle souhaite soutenir l'émigration, mais elle est consciente des risques auxquels les filles seraient exposées. Les groupes de femmes voyageant avec le GFS reçoivent des "croix d'ancre" à placer sur leurs bagages.
En 1884, elle fonde la United Englishwomen's Emigration Association. Plus tard cette année-là, Joyce et son fils Arthur accompagnent 80 émigrants du GFS à travers l'Atlantique. Elle voyage à travers le Canada en utilisant le chemin de fer du Canadien Pacifique qui est alors incomplet mais se rend sur la rive ouest. À son retour, elle signale son succès au GFS, mais sa nouvelle organisation prend son envol. L'année suivante, elle dispose de ses propres finances  et en 1888, elle doit changer son nom en « United British Women's Emigration Association », car les émigrants écossais de la « Scotch Girl's Friendly Association » et de la « Scottish YWCA » veulent également voyager sous la bannière de son organisation.
Joyce peut décider qui est le bon type d'émigrants car elle voit que l'émigration pourrait créer un meilleur Empire britannique. Elle prend la parole aux congrès de l'Église en notant la christianisation et l'amélioration morale rendues possibles par les nouvelles émigrantes envoyées par son organisation. Cette mission conduit à une organisation pour envoyer moins de femmes alors qu'elles essayent d'identifier les meilleurs émigrants qui pourraient aider à améliorer le pays vers lequel ils émigrent. Au début, les émigrants se dirigent vers le Canada, la Nouvelle-Zélande et l'Australie, mais à la fin du siècle, il y a un intérêt croissant pour l'Afrique du Sud . Joyce interviewe Robert Baden-Powell pour le journal BWEA, The Imperial Colonist sur le besoin de femmes en Afrique du Sud en 1902 et malgré son regret le comité que l'organisation a formé pour superviser l'intérêt devient indépendant en tant que "South African Colonization Society" en 1903 . Louisa Knightley est présidente de la South African Colonization Society et est rédactrice en chef du journal Imperial Colonist de la "British Women's Emigration Association" de 1901 à 1913.
Joyce dirige la United British Women's Emigration Association, mais son rôle au sein du GFS se poursuit.
Lors des honneurs du Nouvel An 1920, Joyce devient CBE en reconnaissance de son travail en tant que vice-présidente de la British Women's Emigration Association. Grace Lefroy, la secrétaire honoraire de la même association, est également décorée.
Elle est décédée à Winchester en 1924.